# Макаров, Леонид Григорьевич
Леони́д Григо́рьевич Мака́ров (30 сентября 1923 года — 27.09.1992) — советский и российский учёный-физик, лауреат Государственной премии Российской Федерации в области науки и техники (1992).

## Биография
Леонид Григорьевич Макаров родился 30 сентября 1923 года.
 
Воевал с июня 1941 года:
- командиром роты в боях на Калининском фронте,
- командир отделения 5-й мотоинженерной разведывательной бригады в Прибалтике.
- Воевал в составе 1-го Прибалтийского фронта,
- закончил Великую Отечественную войну в Японии; 
  - День Победы отмечал в 1945 году на Дальнем Востоке.

### После войны
- 1960 год — начал работать в ЛВЭ ОИЯИ:
  - старший инженер,
  - главный энергетик,
  - с 1974 до самой смерти — главный инженер.

Кандидат технических наук.
Умер 27.09.1992.

## Награды
Леонид Григорьевич был награждён:
- орденом Боевого Красного Знамени,
- двумя орденами Красной Звезды,
- медалями:
  - «За победу над Германией»,
  - «За победу над Японией»
  - и другими[какими?].
- 1992 — Лауреат Государственной премии Российской Федерации в области науки и техники: за разработку и создание экономичных сверхпроводящих магнитов для ускорителей высоких энергий (посмертно)[1].

## Память
Памятная мемориальная доска на здании, в котором работал Л.Г.Макаров, была открыта, когда исполнилось 60 лет лаборатории, в которой он работал и в связи с 20-летием пуска Нуклотрона.